# Kościół św. Anny w Czarnowąsach
Kościół św. Anny – rzymskokatolicka, drewniana świątynia znajdująca się w Opolu-Czarnowąsach na Szlaku Drewnianego Budownictwa Sakralnego. Jest to kościół filialny, który należy do parafii Bożego Ciała i św. Norberta w Opolu-Czarnowąsach. Kościół spłonął w 2005 roku, po czym został zrekonstruowany w 2007 roku.

## Historia

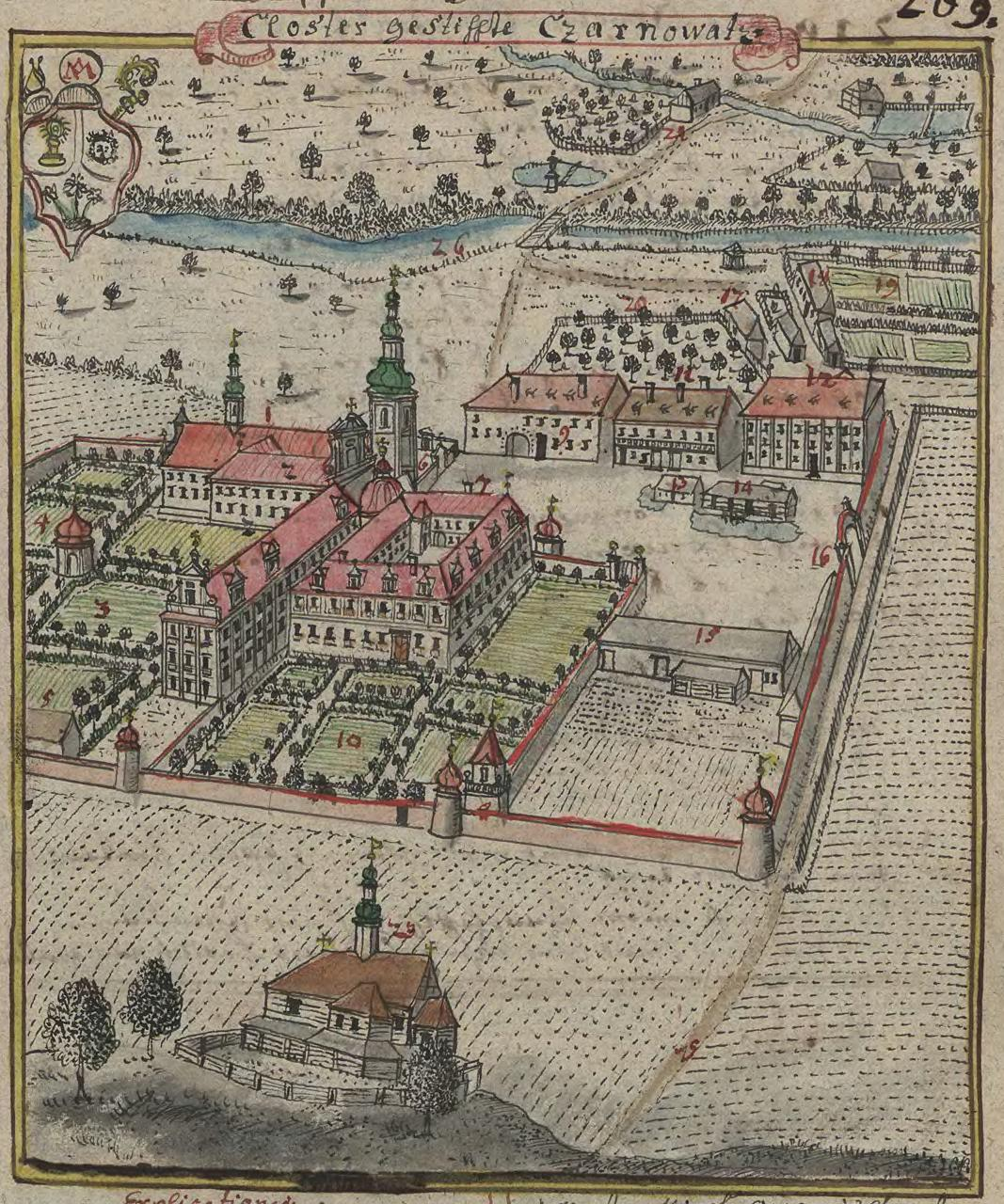
Czarnowąsy i klasztor z XVIII w. - na pierwszym planie drewniany kościół św. Anny

Kościół wybudowano w latach 1684–1688 z inicjatywy prepozytora miejscowego klasztoru Balthasara De Gerberta von Hornana. Za cenę 200 talarów pracę podjął cieśla Christoph Mlensky (Krzysztof Młeński) z Poręby. Prawdopodobnie świątynia stanęła na zgliszczach starszego kościoła, zniszczonego podczas wojny trzydziestoletniej.
Kościół kilkukrotne odnawiano – w 1772, 1901, 1930 i 1958.

### Pożar i odbudowa
Kościół spłonął doszczętnie w nocy z 19 na 20 sierpnia 2005, mimo iż posiadał wyposażenie przeciwpożarowe. Śledztwo wykazało, że przyczyną było podpalenie (budynek polano benzyną), ale sprawcy nie ustalono.
Zdecydowano się na odbudowę w niemal identycznym kształcie – zlikwidowano jedynie niewielkie piętro i schody nad przedsionkiem. Zrekonstruowaną świątynię otwarto ponownie w 2007.
Po rekonstrukcji wnętrze kościoła straciło cechy zabytku. Zachowała się jedynie figurą św. Anny, która jest współcześnie główną częścią ołtarza głównego. Odnaleziono także tabernakulum wraz z dwoma kielichami, metalowe wazony, świeczniki, kraty, mocno zniszczoną przez ogień chrzcielnicę, oraz figurę św. Barbary, którą poddano konserwacji i ponownie umieszczono w obiekcie. Nowy ołtarz główny stylizowany jest na okres baroku. Również polichromia nawiązuje do dawnej, sprzed pożaru.
Dawne tablice drogi krzyżowej pochodzące z XVIII wieku zastąpiono współczesnymi. W miejsce zniszczonych ołtarzy bocznych ustawiono nowe – jeden poświęcony jest papieżowi Janowi Pawłowi II, a drugi Miłosierdziu Bożemu.

## Architektura

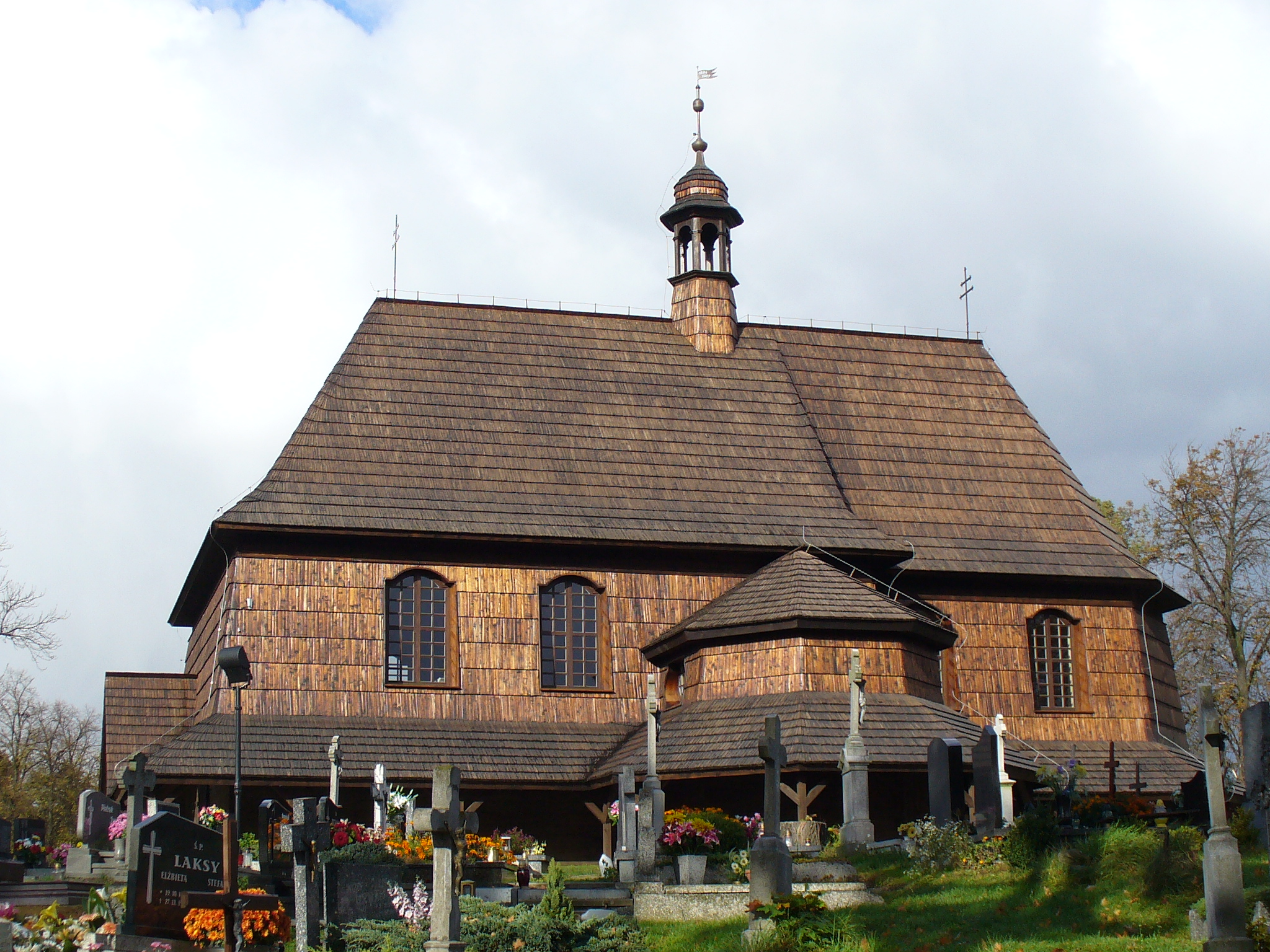
Kościół po odbudowie

Orientowana świątynia stała niedaleko granic administracyjnych Opola, na wschód od Czarnowąsów, przy cmentarzu. Kościół wzniesiono na podmurowaniu – był konstrukcji zrębowej, z dachem siodłowym krytym gontem, ściętym od zachodu i zaokrąglonym od wschodu. Otoczony był sobotami. Nad główną nawą znajdowała się wieżyczka na sygnaturkę, zakończona latarnią i cebulastym hełmem.
Kościół składał się z prezbiterium (zamkniętego trójbocznie), nawy (o płaskim stropie) z dwoma kaplicami umieszczonymi po jej obu stronach (posiadały sklepienie kolebkowe, a dach nad nimi był półkolisty) i zakrystii.

## Wnętrze kościoła sprzed pożaru
Kościół posiadał bogate wyposażenie późnobarokowe.
Drewniany ołtarz główny pochodził z XVII wieku – był trójdzielny i dwukondygnacyjny. W centralnym miejscu znajdował się obraz olejny ze św. Anną tłumaczącą Maryi Pismo Święte. Po bokach umieszczono dwie figury Ojców Kościoła, natomiast u góry umieszczono kolejny obraz olejny – przedstawiał spotkanie Maryi ze św. Elżbietą.
Po bokach nawy były kolejne dwa barokowe ołtarze ze XVII wieku – olejne obrazy przedstawiały św. Norberta (po lewej) oraz św. Augustyna (po prawej stronie). Również w kaplicach bocznych umieszczono ołtarze – podobne były one do ołtarza głównego. W lewej kaplicy centralnym punktem ołtarza był obraz męczeństwa św. Wawrzyńca, a w górnej części mniejszy obraz św. Szczepana. Uzupełniały go figury św. Huberta i św. Antoniego. Analogicznym głównym obrazem ołtarza w prawej kaplicy były sceny z życia św. Jadwigi Śląskiej, a górnym scena chrztu Chrystusa. Po bokach umieszczono figury książąt Kościoła. Także i te ołtarze to dzieło twórców z XVII wieku, wykonane w stylu barokowym. Uzupełniały je barokowe świeczniki.
Dawna wisząca ambona pochodziła z 1700 – ustawiono ją obok wejścia do zakrystii. Zwieńczał ją dach z figurą św. Pawła.
Analizy stylistyczne elementów wyposażenia przypisywały je warsztatowi Christopha Königera z Wrocławia (był on autorem m.in. nieistniejącego ołtarza w kościele klasztornym w Czarnowąsach).
Nawę główną od prezbiterium oddzielał łuk tęczy z tradycyjną rzeźbą Ukrzyżowania z XVIII wieku. Cenne wyposażenie uzupełniała drewniana, późnogotycka chrzcielnica w jednej z kaplic bocznych oraz rzeźba z ok. 1700, przedstawiająca św. Annę z Maryją. Jest to jeden z niewielu elementów dawnego wyposażenia, który nie spłonął w pożarze – w tamtym czasie nie było jej w kościele.
Kościół zdobiła polichromia, której motywem były gwiazdki na jasnym tle. Powstała prawdopodobnie w XVIII wieku, choć niektóre fragmenty mogły zostać namalowane lub przemalowane później. Chór muzyczny podtrzymywały dwie kolumny.